# UTC+13:45
UTC+13:45とは、協定世界時を13時間45分進ませた標準時である。
ニュージーランドのチャタム諸島での夏時間で用いられており、2007年秋からは9月の最終日曜日午前2時から翌年4月の第1日曜日午前3時までの期間で行われている。